# Tryphon seminiger
Tryphon seminiger là một loài tò vò trong họ Ichneumonidae.